# Rhizostoma pulmo
Медуза корнерот — вид медуз из семейства Rhizostomatidae отряда корнеротов (Rhizostomeae). Обитает в северо-восточной Атлантике, а также в Адриатическом, Средиземном, Чёрном и Азовском морях. Вид также встречается в Южной Атлантике, у западного побережья Южной Африки и в Ложном заливе.

## Описание
Медуза корнерот является распространённым видом медуз в Ирландском Море. Размерами обычно до 40 см в диаметре, но в исключительных случаях могут достигать 150 см или больше, что делает их самым крупным видом медуз британских и ирландских вод (Волосистая цианея достигает ещё большего размера, но у берегов Британии по размеру уступает медузе корнероту). 13 июля 2019 года биолог Лиззи Дейли погрузилась в воду у берегов Корнуолла в Соединённом Королевстве вместе с подводным кинематографистом Дэном Эбботтом. Два водолаза задокументировали свою встречу с бочкообразной медузой корнеротом размером с человека.
Медуза корнерот является умеренно-ядовитой, однако ее яд не является смертельно опасным для человека. Симптомы отравления включают ощущение жжения на коже, дерматиты и язвы.
Медузы этого вида — излюбленная еда кожистой черепахи.

## Пищевая и медицинская сферы
Медузу корнерот используют как в приготовлении пищи, так и в косметологии.
В Азии данные медузы используются в качестве источника биологически активных компонентов, используемых в пищевой и медицинских сферах. Одно из исследований показывает, что при промывании водными растворами и выделении высокомолекулярных белков из экстракта (например, путем мембранной фильтрации) можно уменьшить возможные токсические эффекты экстрактов медузы и сконцентрировать потенциальные биологически-активные компоненты. Медузы являются чрезвычайно скоропортящимся сырьем и, как правило, обрабатываются в течение нескольких часов после сбора, чтобы избежать порчи. В странах Азии основным способом переработки медуз является посол с использованием алюмокалиевых квасцов.
Коллаген, выделенный из медузы, применяют как общеукрепляющее и тонизирующее средство для волос, а также в качестве компонента, предотвращающего старение кожи. Аминокислоты желетелых представлены в большинстве своём глутаминовой кислотой, треонином, аланином, пролином и валином, а муцин является основным гликопротеином. Муцины могут быть включены в искусственные пищеварительные соки, слюну и глазные капли. Медузы являются объектом исследований для поиска веществ, используемых в противоопухолевых и противодиабетических лекарственных средствах. Токсин, выделенный из медуз, прошёл клинические испытания, и одобрен для лечения нервно-мышечных нарушений.